# Unterstockstall
Unterstockstall ist eine ehemalige Gemeinde und nunmehr Ortschaft und Katastralgemeinde der Marktgemeinde Kirchberg am Wagram im Bezirk Tulln in Niederösterreich. Die Ortschaft hat 277 Einwohner (Stand 1. Jänner 2024). Bis Ende 1967 war Unterstockstall eine eigenständige Gemeinde.

## Geographie
Der Ort Unterstockstall liegt am Rande des Tullnerfelds an der Mündung des auch Krampugraben genannten Gießgrabens, der hier vom Wagram in die Ebene und die Donau eintritt. Früher führte die Donau Straße durch den Ort; durch den Bau der Stockerauer Schnellstraße wird dieser Straßenzug nun als Landesstraße 14 geführt. Am südöstlichen Ende des Ortes befand sich eine Haltestelle an der Bahnstrecke Absdorf-Hippersdorf–Krems/Donau, welche mit der Nachbargemeinde Königsbrunn am Wagram geteilt wurde, seit 13. Dezember 2015 wird dieser Haltepunkt nicht mehr von Personenzügen angefahren.

## Geschichte
Stockstall wurde urkundlich erstmals um 1133/38 als Stochistalle erwähnt.
In der frühen Neuzeit gehörte der Ort der Herrschaft St. Andrä.
Laut Adressbuch von Österreich waren im Jahr 1938 in der Ortsgemeinde Unterstockstall ein Binder, zwei Gastwirte, ein Gemischtwarenhändler, ein Sattler, ein Schmied, ein Schneider, zwei Schuster und mehrere Landwirte ansässig. Außerhalb des Ortes gab es eine Ziegelei.
Mit 1. Jänner 1968 wurden im Zuge der Niederösterreichischen Kommunalstrukturverbesserung die bis dahin selbständigen Gemeinden Dörfl, Engelmannsbrunn, Kollersdorf, Mallon, Mitterstockstall, Neustift im Felde, Oberstockstall, Unterstockstall und Winkl nach Kirchberg am Wagram eingemeindet.

## Galerie

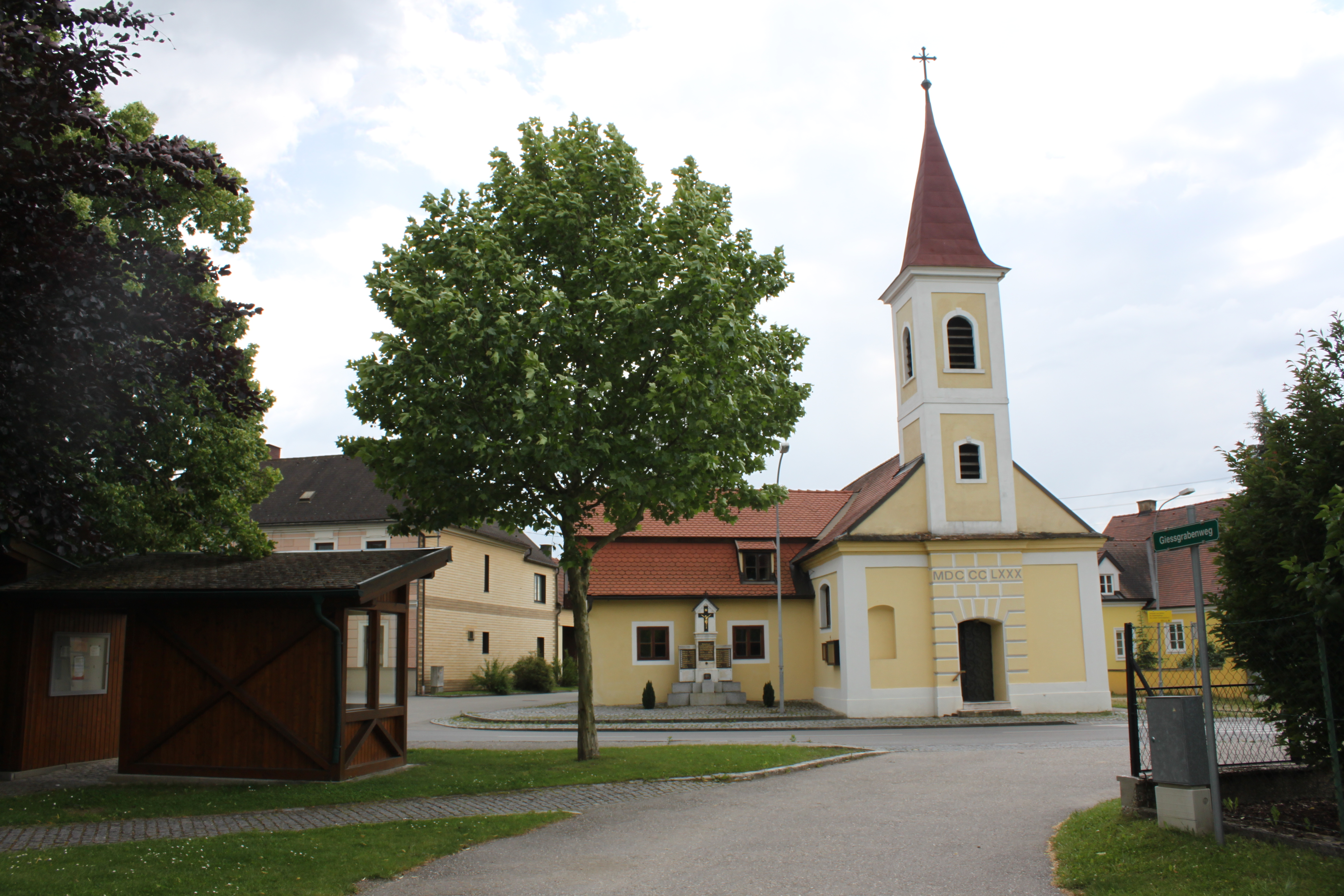
Ortskapelle
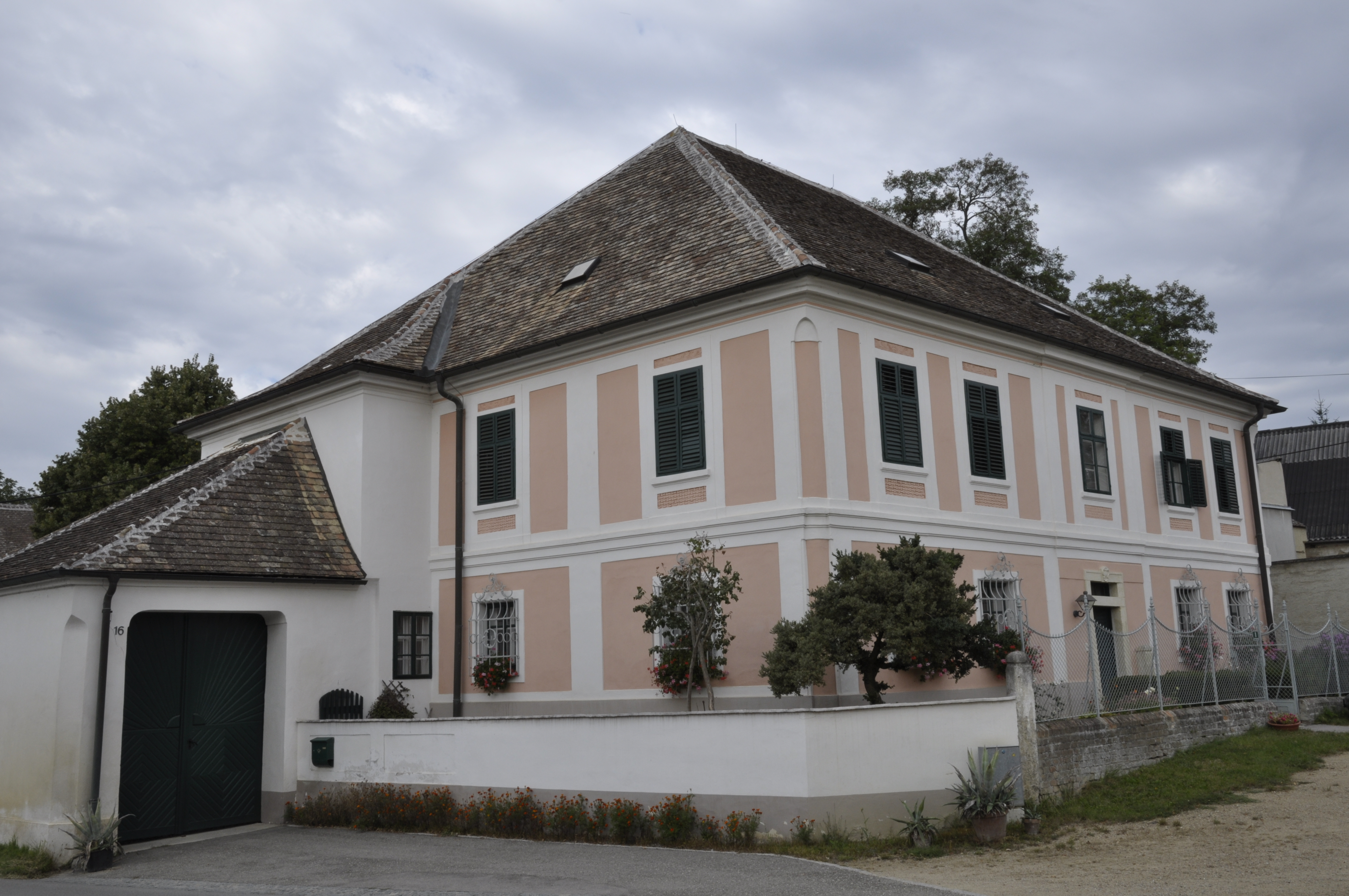
Wohnhaus an der LH 14